# Exocatácelos

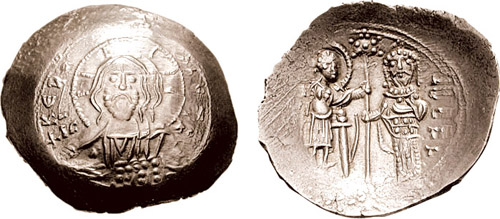
Histameno de r.

Exocatácelos (em grego: ἐξωκατάκοιλοι; romaniz.: Exokatákoiloi; em latim: Exocatacœli) foi um termo atestado desde o século XI para os principais oficiais do patriarca de Constantinopla ou um bispo da Igreja Ortodoxa. Segundo o patriarca de Antioquia Teodoro Bálsamo (r. 1185–1199), os exocatácelos eram diáconos e cinco em número: o mordomo ou ecônomo (o oficial patriarca foi prefixado com "grande"), o tesoureiro ou [grande] sacelário, o sacristão ou [grande] escevofílax, o guardador do registro ou cartofílax, e o chefe do sacélio. Sob Aleixo I Comneno (r. 1081–1118) um sexto, chamado protecdico, foi adicionado pelo patriarca Jorge II Xifilino (r. 1191–1198).